# Охота на дельфинов загоном

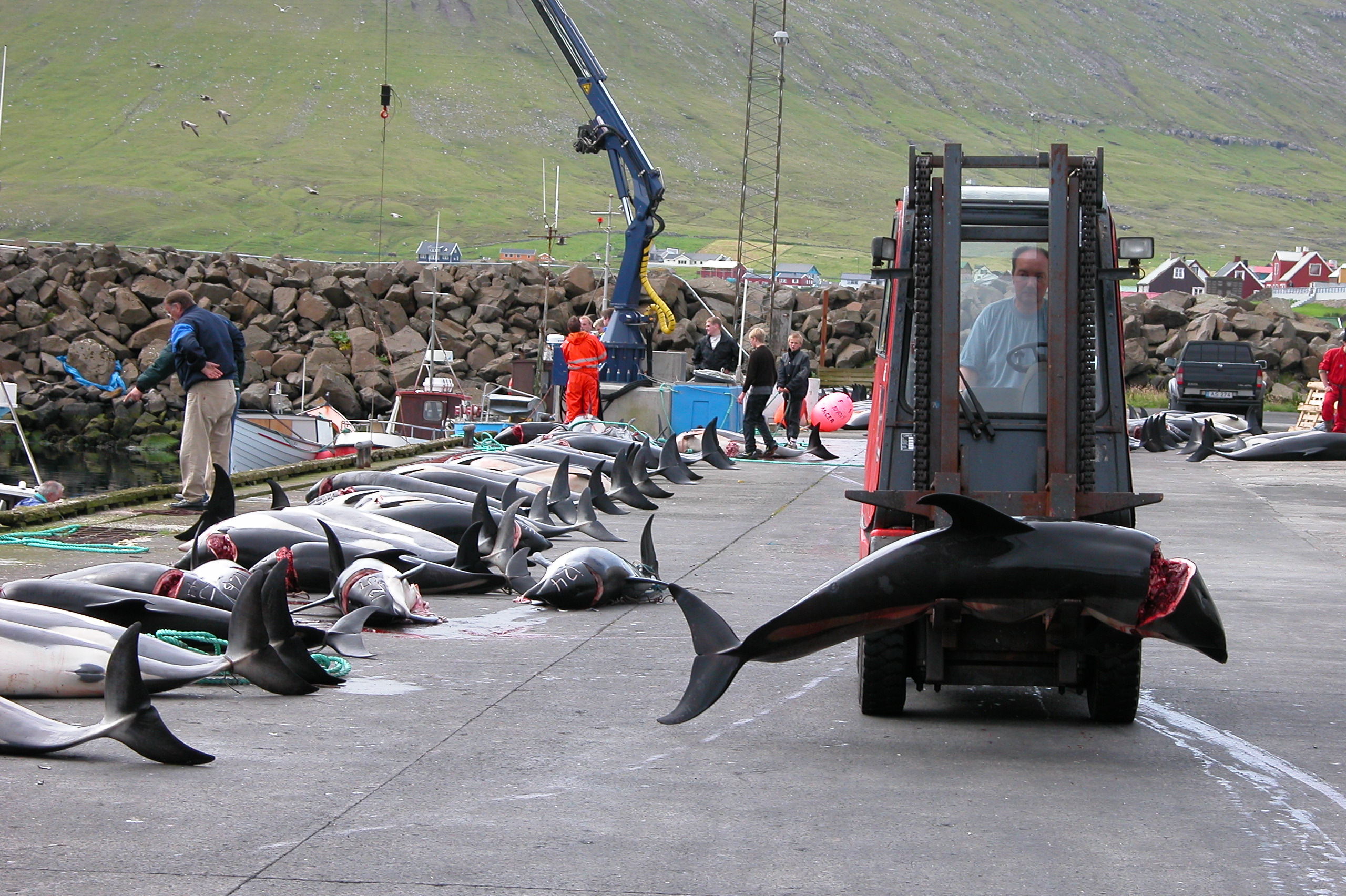
Пойманного в деревне Квальба на Фарерских островах атлантического белобокого дельфина увозят на погрузчике

Охота на дельфинов загоном — метод охоты на дельфинов и других китообразных. Охотники выплывают в открытое море на поиски китообразных. Обнаружив стаю, в воду опускаются металлические шесты. Охотники стучат по шестам молотками и создают звуковую стену под водой. Китообразные пытаются уплыть от звука — так их загоняют в бухту или залив. Чтобы животное не могло ускользнуть, все пути в открытое море или океан перекрываются лодками и сетями. Этот способ охоты на дельфинов применяют лишь в нескольких странах — Япония и Фарерские Острова особенно известны охотой на дельфинов, также эта практика встречается на Соломоновых Островах и в Перу. Основная причина охоты на дельфинов в Японии — отлов живых дельфинов для продажи в дельфинарии. Об этом снят документальный фильм «Бухта», получивший «Оскар» в 2010 году. Охота на Фарерских островах происходит по древней традиции, на Соломоновых островах и в Перу охота в основном происходит ради пропитания. Во всех вышеперечисленных странах мясо дельфинов употребляют в качестве еды, несмотря на высокую токсичность. Ежегодно тысячи дельфинов погибают в результате загонной охоты.

## Япония
См. также Китобойный промысел в Японии#Промысел дельфинов
В Японии в основном охота ведётся на полосатого, узкорылого продельфина, серого дельфинов и афалину. Изредка вылавливают и другие виды китообразных вроде малой косатки. В прошлом также ловили косаток в небольших количествах.
В водах побережья встречается сравнительно мало полосатых дельфинов, вероятно из-за вылова . В 2007 было поймано загоном 384 полосатых дельфинов, 300 афалин, 312 серых дельфинов и 243 короткоплавниковых гринд, всего 1,239 особей. В это число не входят животные, на которых охотятся многочисленными другими способами, например морской охотой с гарпуном, которая главным образом применяется для ловли морских свиней. Ещё 77 афалин, 8 серых дельфинов, 5 короткоплавниковых гринд были пойманы для индустрии развлечений Японии, Китая, Кореи и Тайваня. Квота, установленная правительством на виды преследуемые охотой с загоном, в том году включала поимку 685 полосатых дельфинов, 1018 бутылконосов, 541 серых дельфинов и 369 короткоплавниковых гринд. Эта квота применима ко всем методам охоты.
Посёлок Тайдзи на полуострове Кии сегодня единственное место Японии, где до сих пор ведётся охота загоном в крупных масштабах. В посёлке Футо последний раз она проводилась в 2004 году. В 2007 Тайдзи хотел расширить программу вылова дельфинов, одобрив выделение ¥330 миллионов на строительство крупной китобойни в надежде популяризовать потребление дельфинов в стране. Как бы то ни было, нарастание критики и значительная токсичность мяса привели к противоположному. Во время первой охоты сезона в Тайдзи в 2009 были пойманные намеченные 50 гринд и 100 афалины. Хотя все гринды были убиты и 30 афалин были отправлены в дельфинарии, оставшиеся 70 животных были освобождены, избегнув гибели и потребительских столов.
Растёт число групп защитников дельфинов, таких как Earth Island Insitute (Институт Ос Айленд), Surfers for Cetaceans (Сёрферы за китов) и Dolphin Project Inc. (Проект Дельфин Инк.), оспаривающих подобные официальные планы Японии. Эти группы утверждают, что объём добычи дельфинов и морских свиней намного выше, предположительно 25,000 особей в год.

### Методика
В Японии охота проводится отборной группой рыбаков. Когда стаю дельфинов замечают, их загоняют в бухту, стуча металлическими палками в воде чтобы напугать и сбить с толку дельфинов. Когда дельфины уже загнаны в бухту, её быстро перекрывают сетями, чтобы дельфины не смогли ускользнуть. Обычно дельфинов не сразу ловят и убивают, а оставляют переночевать, чтобы они успокоились. На следующий день дельфинов отлавливают одного за другим и убивают. Раньше дельфинов убивали, перерезая им горло, но Японское правительство запретило использовать этот способ, и теперь дельфинов официально можно убивать только металлическим колышком в шею, что вызывает смерть в течение нескольких секунд, если верить меморандуму Сэндзо Утида, исполнительного секретаря Японской Конференции по Китовым Зоологических Садов и Аквариумов. Не известно точно, является ли этот запрет строго принудительным, однако свидетель-очевидец сообщает об актах перерезания горла и убийствах с потрошением ещё в октябре и ноябре 2006.

### Развлекательная индустрия
Как уже вкратце упоминалось выше, изредка некоторых из пойманных дельфинов оставляют в живых и забирают, в основном в японские дельфинарии. В прошлом дельфинов экспортировали в Соединенные Штаты, для различных парков, включая известный парк SeaWorld. Службы по определению морских рыбных ресурсов США (US National Marine Fisheries Service) отказала в разрешении Морскому Миру (Африка США; туристический аттракцион в американском штате Флорида) в одном случае импортировать четырех малых косаток, пойманных во время охоты с загоном в Японии. В последние годы дельфины, пойманные во время охоты с загоном в Японии, были экспортированы в Китай, Тайвань и Египет. В многочисленных случаях члены Международной ассоциации тренеров морских животных (International Marine Animal Trainers Association (IMATA)) также были замечены на охоте с загоном в Японии.

### Риск для здоровья человека
В мясе и жире дельфинов нашли высокое содержание ртути, кадмия, пестицида ДДТ, и органических загрязнителей типа ПХБ. Степень загрязнения достаточно велика, чтобы составить риск для здоровья тех, кто часто ест мясо, а исследователи предупреждают что беременным женщинам и детям вообще не стоит есть этого мяса. Из-за беспокойства о здоровье цена на мясо дельфина существенно упала.
В 2010 образцы волос 1137 постоянных жителей Тайдзи проверяли на содержание ртути в Национальном Институте болезни Минамата (National Institute for Minamata Disease). Средний уровень метиловой ртути, которая была обнаружена в образцах составляла 11,0 частей на миллион у мужчин, и 6,63 частей на миллион у женщин, в сравнении с 2,47 частей на миллион у мужчин и 1,64 частей на миллион у женщин в анализах, проведенных в 14 других локациях в Японии. 182 постоянных жителя Тайдзи с экстремально высокими показателями содержания ртути подверглись дальнейшим медицинским обследованиям для выявления симптомов отравления ртутью. Как бы там не было, ни один из постоянных жителей Тайдзи не проявлял ни одного традиционного симптома отравления ртутью, согласно институту. Однако, судя по отчетам Японского Национального Института Населения и Исследования Социальной Безопасности (Japan’s National Institute of Population and Social Security Research) смертность в Тайдзи и в близлежащей деревне Коазагава (Koazagawa), где также потребляют мясо дельфинов, на 50 % выше показателей деревень аналогичных размеров по всей Японии. Начальник NIMD, Koji Okamoto, сказал: «Мы предполагаем, что высокая концентрация ртути является следствием потребления в пищу мяса дельфинов и китов. Пока не зарегистрировано ни одного случая нарушения здоровья, но, видя, что обнаруживаются очень высокие концентрации, мы бы хотели продолжить исследования здесь».
Из-за низкого показателя самообеспечения продовольствием, около 40 %, Япония полагается на запасание пищей, чтобы гарантировать стабильное снабжение пищей. В 2009 году из 1,2 миллиона тонн японских запасов морепродуктов было 5000 тонн китового мяса. В Японии начали подавать китовое мясо во время школьных обедов, как частичная инициатива правительства чтобы уменьшить объём запасов. Включение в школьный рацион китового мяса вызвало критику в связи с данными о повышенном содержании в нём метиловой ртути. В результате, предложение Тайдзи о включении в школьные обеды дельфиньего и китового мяса привело к многочисленным спорам. Примерно 150 кг (330 lbs) мяса дельфинов было подано во время обедов в школах Тайдзи в 2006 году. В 2009 мясо дельфинов было снято со школьных меню из-за содержания ртути. Уровни ртути и метиловой ртути, взятые с образцов мяса дельфинов и китов, которое продавалось в супермаркетах, наиболее подходящих для снабжения программы школьных обедов, были в 10 раз выше рекомендованного Японским Министерством Здравоохранения(Japanese Health Ministry). Уровни ртути были настолько высоки, что сеть японских супермаркетов Okuwa Co перманентно убрала мясо дельфинов со своих полок.

### Протесты
Протесты и кампании в защиту дельфинов теперь обычны в Тайдзи. В 2003 двое активистов были арестованы за разрезание рыболовных сетей для освобождения пойманных дельфинов. Их задержали на 23 дня. В 2007 американская актриса Хейден Панеттьер вступила в противостояние с японским рыбаком, когда пыталась прервать его охоту. Она и пятеро других сёрферов из Австралии и США пытались подплыть на сёрферных досках к стаду пойманных дельфинов. Последовавшее противостояние длилось больше 10 минут, прежде чем их вынудили вернуться на пляж. Сёрферы поехали прямо в аэропорт Осака и покинули страну, чтобы избегнуть ареста японской полицией за нарушение частных владений. Союз рыболовных товариществ Тайдзи настаивает, что эти протестующие «продолжают сознательно искажать факты об этом рыбном промысле» и что их протесты «основаны не на международном законе и не на науке, а скорее на стремлении к экономической личной выгоде». Вот некоторые из организаций защиты животных, ведущих кампании против загонной травли: Общество охраны морской фауны, One Voice, Blue Voice, Общество защиты китов и дельфинов и Всемирное общество защиты животных.
Поскольку большая доля критики вызвана фотографиями и видеозаписями, снятыми во время охоты и бойни, теперь окончательный захват и убой обычно производятся под навесом или пластиковым колпаком, недоступно для глаз публики. Вероятно, наибольшего распространения получила запись загона и последовавшего захвата и убоя, снятая в Футо в октябре 1999 японской организацией защиты животных Elsa Nature Conservancy. Часть этой записи была, среди прочих, показана по CNN. В последние годы видео также получило широкое распространение в сети Интернет и фигурировало в документальном фильме в защиту животных «Земляне» (Earthlings), хотя метод убийства дельфинов, показанный в этом видео, ныне официально запрещён. В 2009 критическая документальная лента об охоте в Японии «Бухта» (The Cove) была представлена среди других на кинофестивали «Сандэнс». Хорошо известны фотографии 1979 года с острова Ики, запечатлевшие рыбака закалывающего дельфина копьями на мелководье.
Морская гарпунная охота, как сказано раньше, получила очень узкое освещение в СМИ.

## Соломоновы острова
Загонная травля в меньших масштабах также встречается на Соломоновых Островах, конкретнее на острове Малаита. Мясо делится равно между всеми домовладениями. Зубы дельфинов также используются для украшений и в качестве островных денег. Дельфинов преследуют примерно тем же образом, что и в Японии, используя камни вместе металлических палок для создания шума, чтобы напугать и запутать их. Охотятся на разные виды, такие, как пятнистый и вертящийся дельфины. Количество ежегодно убиваемых особей неизвестно, но по рассказам получается между 600 и 1500 за сезон. Охотничий сезон длится примерно с декабря по апрель, когда дельфины ближе всего к берегу. Как в Японии, какое-то количество дельфинов (особенно афалины) было продано развлекательной индустрии. Был громкий спор в июле 2003, когда 28 индийских афалин (Tursiops trancatus aduncus) были экспортированы в Parque Nizuc, водный парк в Канкуне. Большая партия животных была позже доставлен в Косумель по программе обмена (interaction programs). Вопреки тому, что экспорт дельфинов был запрещён в 2005, его возобновили в октябре 2007, когда запрет был снят решением суда, разрешившим отправку 28 дельфинов в дельфинариум в Дубае. Позже трое дельфинов были обнаружены мёртвыми рядом с загоном. Поставщики этих дельфинов заявили, что в будущем намерены отпустить на волю оставшихся у них 17 дельфинов.
В апреле 2009 секретариатом СИТЕС было решено, что нужно провести глубокий анализ коммерческой торговли дельфинами ведущейся с Соломоновых Островов, после чего группа специалистов по китообразным из IUCN пришла к заключению, что недостаточные популяционные данные доказывают стабильный неконтролируемый вылов и настоящий экспорт составляет 100 особей в год. Solomon Island Dolphin Abundance Project, обзорный проект, который по плану продлится до 2010, должен собрать данные о размерах местной популяции индийской афалины.
Вылов и продажа дельфинов запрещены в западной провинции Соломоновых Островов.

## Кирибати
Аналогичная загонная охота существовала в Кирибати, по крайней мере, до середины 20 века.

## Фарерские острова
На Фарерских островах главным образом загонной охотой убивают гринд ради их мяса. В редких случаях убивают и другие виды, например северных бутылконосых китов и атлантических белобоких дельфинов. Охота в этих местах известна как Grindadráp. Фиксированных сезонов охоты нет, поскольку как только рыбак заметит стадо на близком расстоянии к берегу, охота тут же начинается. Животных загоняют на берег лодками, блокируя путь к океану. Оказавшись на отмели, большинство дельфинов застревают. Тех, что остаются слишком далеко в воде, затаскивают на мель, цепляя крюком за дыхало. Там их убивают, рассекая главные артерии и позвоночник в области шеи. Умирание дельфина длится от нескольких секунды до нескольких минут в зависимости от надреза. Если рыбакам не удаётся согнать всех животных вместе, их отпускают.
Общая численности гринд в восточной и центральной Северной Атлантике предположительно 778,000. Около тысячи гринд убивается таким способом каждый год на Фарерский островах вместе с несколькими дюжинами обычно и до нескольких сотен животных, принадлежащих к другими малым китообразным, но цифры сильно варьируются от года в год. Количество убиваемых гринд едва ли является угрозой стабильности популяции, но жестокость охоты стала причиной международной критики, особенно со стороны организаций защиты животных.
Как и в Японии, мясо здесь также загрязнено ртутью и кадмием, что представляет риск для здоровья при частом употреблении в пищу. Опять же главные группу риска представляют дети и беременные женщины. В ноябре 2008 журнал New Scientist сообщил в одной из статей, что по итогам исследования, проведённого на Фарерских островах, двое главных медиков рекомендуют воздержаться от употребления мяса гринд, учитывая его высокую токсичность. В 2008 местные власти рекомендовали прекратить есть мясо гринд из-за загрязнённости, благодаря чему его потребление снизилось.

## Перу
Хотя по перуанскому закону охотиться на дельфинов или есть их мясо (продаваемое под названием chancho marino, или морская свинья по-русски) запрещено, рыбаки всё ещё убивают множество дельфинов каждый год. Хотя точные числа неизвестны, перуанская организация Mundo Azul (Синий Мир) полагает, что ежегодно гибнут самое малое около тысячи. Чтобы поймать, дельфинов сгоняют вместе лодками и опутывают сетями, затем застреливают гарпунами, затаскивают на лодку и добивают, если ещё живы. Охотятся на разные виды, например, афалины и тёмные дельфины.

## Тайвань
На Пескадорских островах в Тайване ловля загоном афалин практиковалась до 1990, когда её запретило государство. В основном, ловили индийских афалин, но попадались и обыкновенные афалины.

## Гавайи
В древности на Гавайских островах рыбаки охотились на дельфинов ради их мяса, загоняя их на берег и убивая их. По их древней системе права, мясо дельфина считалось kapu (запретным) для женщин, как и некоторые другие виды пищи. Сегодня на Гавайях загонной охоты больше нет.